# Intransigeantisme
Ne doit pas être confondu avec les Intransigeants, un groupe anarchiste illégaliste
L'intransigeantisme, ou catholicisme intransigeant, est un courant de l'Église catholique apparu au XIXe siècle, hostile aux données culturelles extérieures au modèle catholique originel, et qui se veut fidèle aux enseignements de l'Église en se refusant à toute concession envers les idées provenant du modernisme et à la sécularisation issus des Lumières et de la Révolution française. 

## Étymologie
La locution catholicisme intransigeant, apparue en français en 1870 avec une valeur purement heuristique, a pris son acception actuelle sous la plume de l'historien et sociologue Émile Poulat qui a bientôt parlé d'intransigeantisme - « en attendant mieux » - traduit d'un terme usité par les historiens italiens vers la fin des années 1950. 

## Concept
Les intransigeants catholiques refusent de faire des concessions sur leur foi et leurs pratiques religieuses ainsi que sur la doctrine. Ce courant  est parfois distingué de l'intégralisme, aussi appelé intégrisme, qui englobe tout acte et toute pensée dans le champ religieux, tandis que l'intransigeantisme conserve un souci pastoral cherchant à sauver les individus sans pour autant céder sur les principes. Toutefois, Émile Poulat utilise indistinctement les trois termes dans ses travaux.
Apparu quand, dans  la civilisation occidentale, l'émancipation du religieux fait perdre à l'Église romaine sa position dominante dans les registres culturel, social et politique, l'intransigeantisme obéit théoriquement à l'intégralité des enseignements et des prescriptions de l'Église catholique, à sa vérité, et s'oppose au modernisme et au catholicisme libéral qui accorde la foi avec la morale privée et le libre arbitre. Émile Poulat explique que toute l'histoire du catholicisme depuis la Révolution française se résume à l'opposition entre ces deux tendances de fond de l'Église, l'une défendant le droit de l'Église et l'autre réclamant le droit à la conciliation et à l'adaptation.
Pour le chercheur Philippe Portier, l'intransigeantisme est une « posture de combat développée par la hiérarchie catholique » qui se construit autour de trois principes, de  « véridicité », d'« opposition » et de « restitution ». Suivant le premier principe, contre le « relativisme » et l'« indifférentisme » de la pensée moderne selon laquelle il n'y a pas de vérité absolue à distinguer de la pensée ordinaire, l'Église romaine revendique sa centralité normative, affirmant qu'elle est en tout « maîtresse de vérité » ; suivant le second, l'Église s'oppose aux doctrines et systèmes d'organisation sociales — comme le libéralisme, le socialisme... — fondés sur la philosophie de la subjectivité, en dehors du domaine des choses sacrées ; enfin, avec le principe de restitution, le magistère romain entend opérer une restauration en influant sur les démocraties dans lesquelles la loi positive doit être soumise à la loi naturelle, « reflet de la sagesse divine ». 
Enfin, l'historien Charles Mercier relève quatre caractéristiques de la mouvance intransigeante : d'abord le refus dans sa globalité de la sécularisation et de la pensée libérale qui lui est associée ; ensuite le développement d'une stratégie de combat — refusant tout compromis ou accommodement — contre la modernité ; puis la constitution d'une manière de « bloc catholique » qui entend s'opposer à un « bloc révolutionnaire » ; enfin une certaine capacité d'adaptation tactique permettant l'usage d'éléments de la modernité, comme la technologie, afin de combattre celle-ci.

## Histoire
L'intransigeantisme apparait en réaction à la Révolution française qui coupe le lien entre pouvoir temporel et spirituel jusque-là étroitement liés. L'Église perd alors, en outre, sa domination intellectuelle et les bouleversements scientifiques au XIXe siècle finissent de mettre à bas l'ancien ordre. L'Église se divise alors en deux courants, l'un libéral - minoritaire - qui prend acte des évolutions et du monde moderne, désirant l'accompagner en christianisant ce mouvement inexorable, l'autre intransigeant qui refuse tout pragmatisme et toute concession à ce monde moderne.
On retrouve le catholicisme intransigeant chez les papes Pie IX (notamment dans le Syllabus errorum en 1864, devenu le symbole de l'hostilité de l'Église au monde moderne) et Léon XIII (notamment avec l'encyclique Rerum novarum, caractéristique d'un intransigeantisme plus « conquérant ») ainsi que dans la société civile, chez les premiers démocrates chrétiens et les catholiques sociaux corporatistes. L'intransigeantisme s'adapte ensuite à la démocratie tentant d'en faire une réalité chrétienne pour conquérir le peuple  afin de réaliser son propre projet, s'opposant à ceux du libéralisme bourgeois et du socialisme, tout en luttant contre la montée du modernisme. Toutefois cette troisième voie ne s'étant jamais dotée d'une véritable économie politique n'a pas réussi à inspirer de stratégie politique d'ensemble et une théologie proprement politique ne sera ainsi que le fait des courants d'extrême droite inspirés de nostalgies « réactionnaires ».
La postérité de l'intransigeantisme se diversifie par la suite dans des courants qui deviennent parfois farouchement opposés à l'instar de l'Action catholique et des intégristes catholiques, en France.
Certains auteurs contestent l'emploi du terme pour caractériser le catholicisme contemporain, car, pour ceux-ci, ce dernier accepte désormais les données de la modernité politique, notamment la liberté religieuse et la « légitime autonomie des réalités terrestres » tandis que d'autres, au contraire, pointent que l'Église — en tout cas dans sa hiérarchie — n'a renoncé ni à la présentation d'une vérité immuable, ni à ses dogmes incontestables, estimant que Vatican II n'était qu'un tournant tactique démenti par le pontificat de Jean-Paul II.

### Ouvrages
- Laurent Frölich, Les catholiques intransigeants en France, éd. L'Harmattan, 2002 (lire en ligne)
- Jean-Marie Donegani, La liberté de choisir. Pluralisme religieux et pluralisme politique dans le catholicisme français contemporain, éd. Presses de Sciences-Po, 1993
- Émile Poulat, Intégrisme et catholicisme intégral, éd. Casterman, 1969

### Articles
- Frédéric Gugelot, « Intransigeantisme-libéralisme-socialisme : le triangle interprétatif de Poulat en débats », Archives de sciences sociales des religions, no 176,‎ octobre-décembre 2016, p. 73–87 (ISSN 0335-5985, DOI 10.4000/assr.28117, lire en ligne, consulté le 27 septembre 2021)
- Charles Mercier, « Permanence d'un catholicisme intransigeant ? », Études, vol. 419,‎ octobre 2013, p. 353-361. (DOI 10.3917/etu.4194.0353, lire en ligne)
- Hilaire Multon, « Catholicisme intransigeant et culture prophétique : l'apport des archives du Saint-Office et de l'Index: », Revue historique, vol. 621, no 1,‎ 1er mars 2002, p. 109–137 (ISSN 0035-3264, DOI 10.3917/rhis.021.0109, lire en ligne, consulté le 28 mai 2025)
- Émile Poulat, « Catholiques sans église: que reste-t-il aujourd'hui de «l'intransigeantisme» », Ricerche di storia sociale e religiosa, no 46,‎ 1994, p. 45-94, 117-125, (présentation en ligne)
- Jean-Louis Jadoulle, « Intransigeatisme, intégralisme et réformisme social », dans Jacques Paquet, Gaston Braive, Jean-Marie Cauchies, La Critique historique à l'épreuve, éd. Publications des Facultés St-Louis, 1989, p. 205-215
- Émile Poulat, Église contre bourgeoisie. Introduction au devenir du catholicisme actuel, Casterman, coll. « Religion et Sociétés », 1977
- (en) Jean-Marie Mayeur, « Catholicisme intransigeant, catholicisme social, démocratie chrétienne », Annales. Histoire, Sciences Sociales, vol. 27, no 2,‎ avril 1972, p. 483–499 (ISSN 0395-2649 et 1953-8146, DOI 10.3406/ahess.1972.422514, lire en ligne, consulté le 28 mai 2025)
- Yves Congar, « L'ecclésiologie de la Révolution française au concile du Vatican, sous le signe de l'affirmation de l'autorité », dans R. Aubert, J. Audinet et al., L'ecclésiologie au XIXe siècle, éd. Cerf, 1960, p. 77-114
- Franck Zarlenga, « La Revue catholique des institutions et du droit », Cahiers Jean Moulin, no 10,‎ 30 décembre 2024 (ISSN 2553-9221, DOI 10.4000/13d07, lire en ligne, consulté le 28 mai 2025)